# Karl Wilhelm Osterwald

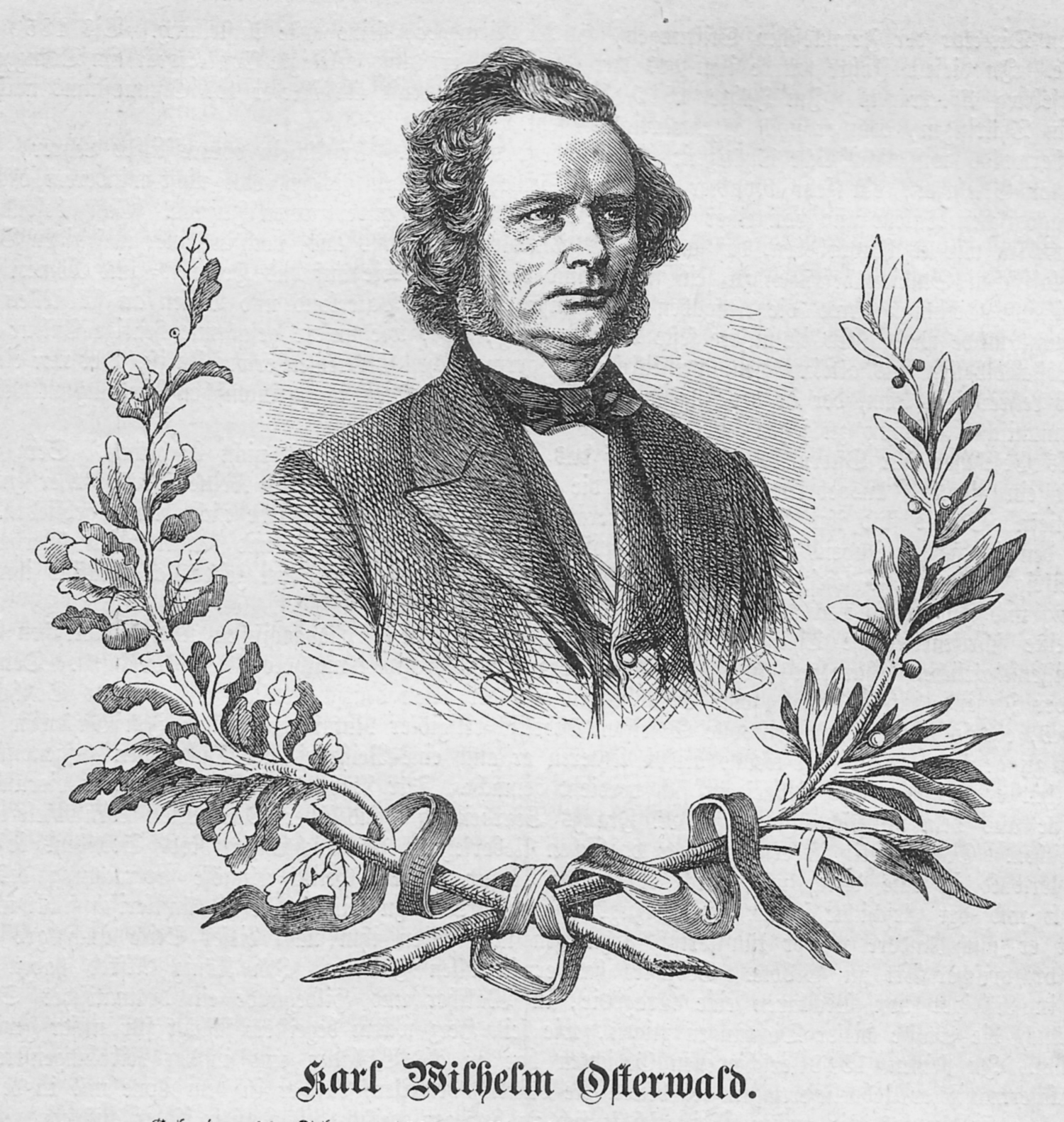
Karl Wilhelm Osterwald

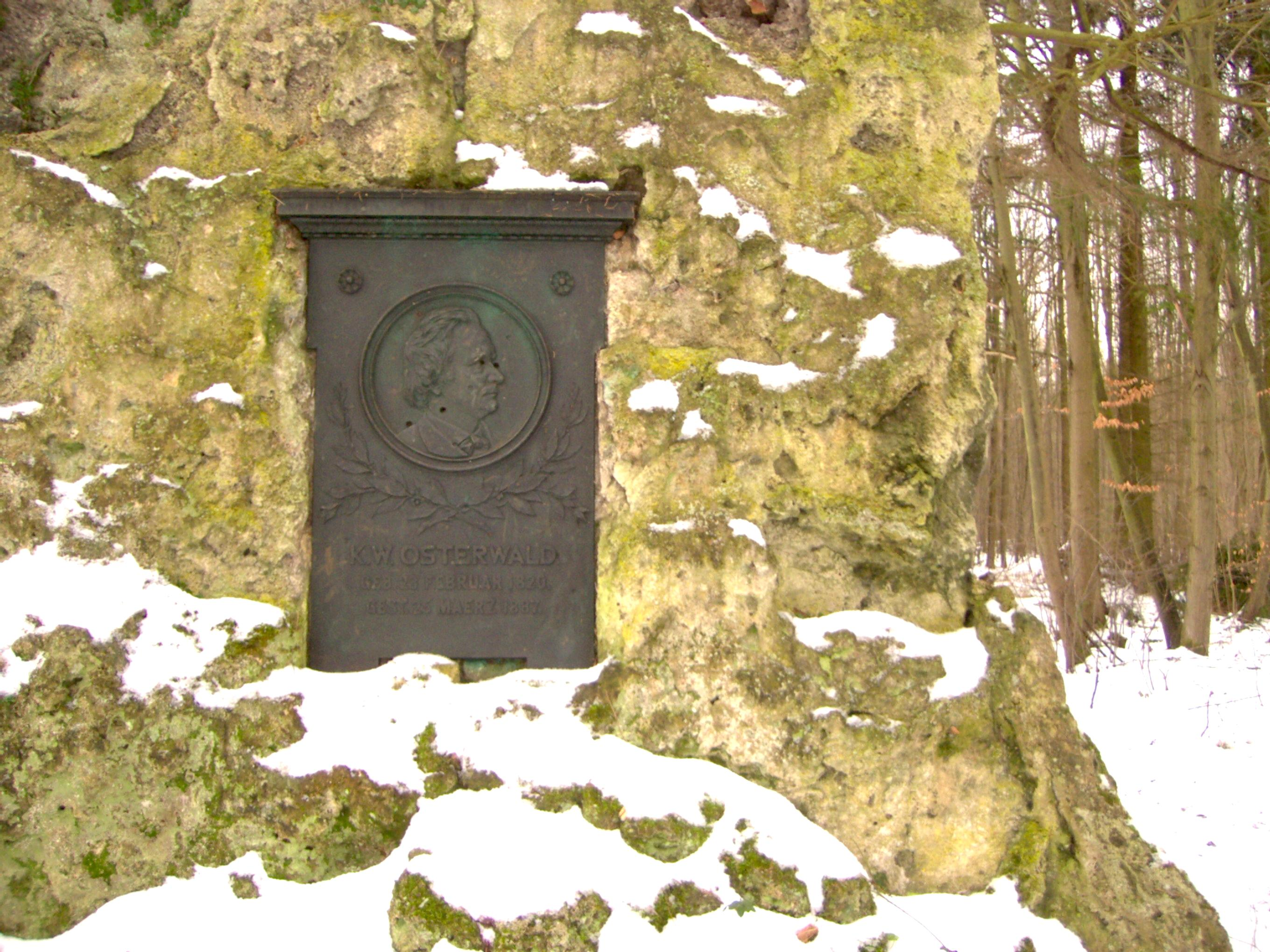
Osterwald-Denkmal am Mühlhäuser Stadtwald

Karl Wilhelm Osterwald (* 23. Februar 1820 in Bretsch; † 25. März 1887 in Mühlhausen) war ein Pädagoge, Schriftsteller, evangelischer Kirchenlieddichter und Naturliebhaber.

## Leben
Osterwald erhielt seine Schulbildung am Gymnasium in Salzwedel und an den Franckeschen Stiftungen in Halle an der Saale. Er studierte Philologie an der Universität Halle und war danach als Lehrer am Königlichen Pädagogium in Halle und am Domgymnasium in Merseburg tätig.  Ab 1865 war er Direktor am Gymnasium in Mühlhausen.
Während seiner Mühlhäuser Zeit veröffentlichte er mehrere pädagogische Schriften und Dichtungen. Etwa 70 seiner Natur-, Wander- und Liebesgedichte wurden von Robert Franz vertont.
Sein ehemaliger Schüler, der Biologe Richard von Hertwig, setzte 1889 ihm zu Ehren ein Denkmal im Mühlhäuser Stadtwald.
Zusammen mit dem Domorganisten David Hermann Engel (1816–1877) in Merseburg gab er die Geistlichen Lieder von Johann Wolfgang Franck heraus, die er mit neuen Texten versehen hatte. Darüber hinaus verfasste er auch eigene Kirchenlieder. In den evangelischen Kirchengesangbüchern des frühen 20. Jahrhunderts finden sich Kirchenlieder von Osterwald, u. a. das Adventslied O du mein Trost und süßes Hoffen und das Weihnachtslied Heilge Nacht, ich grüße dich.
Osterwald wurde der Adler zum Königlichen Hausorden von Hohenzollern verliehen. Er gehörte dem Bund der Freimaurer an.

## Werke
- Im Grünen, Gedichtband, 1853
- Im Freien, Gedichtband, 1862
- Bleibt einig! Zeitgedichte, 1870
- Deutschlands Auferstehung, 1871